# Marwice (Widuchowa)
Marwice (deutsch Marwitz) ist ein Dorf in der Woiwodschaft Westpommern in Polen. Es gehört zur Gmina Widuchowa (Gemeinde Fiddichow) im Powiat Gryfiński (Greifenhagener Kreis).

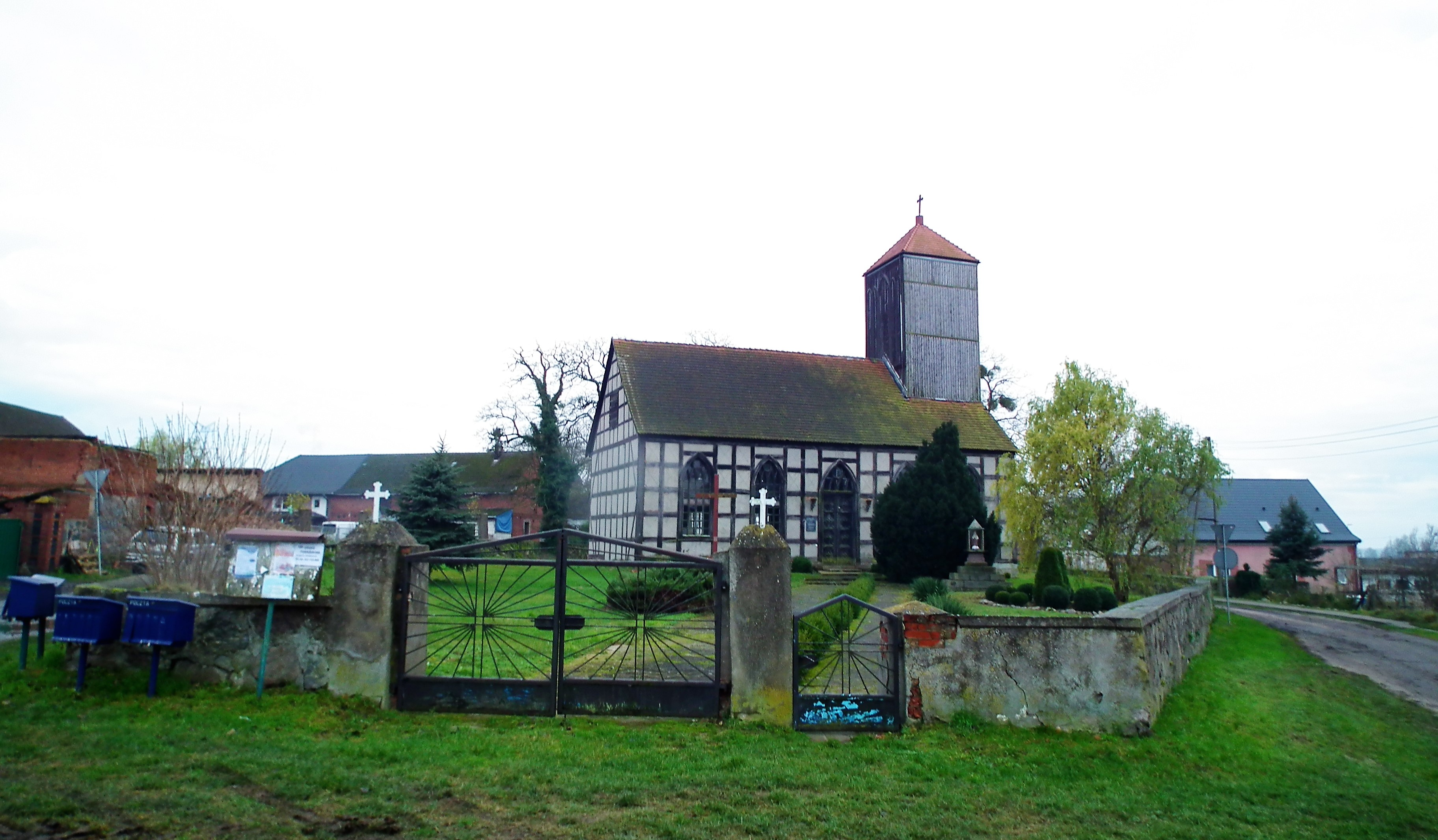
Dorfkirche, bis 1945 Gotteshaus der evangelischen Gemeinde Marwitz

## Geographische Lage
Das Kirchdorf liegt in Hinterpommern, an der östlichen Seite des hier vielverzweigten Oder-Stroms, an der Einmündung des Mühlen-Grabens, schräg gegenüber der fünf Kilometer nordwestlich entfernten Stadt Gartz a. d. Oder an der anderen Seite der Oder, etwa elf Kilometer südsüdwestlich von Gryfino (Greifenhagen), sechs Kilometer nordnordöstlich von Widuchowa (Fiddichow) und drei Kilometer nordwestlich von Dębogóra (Brusenfelde).

## Geschichte

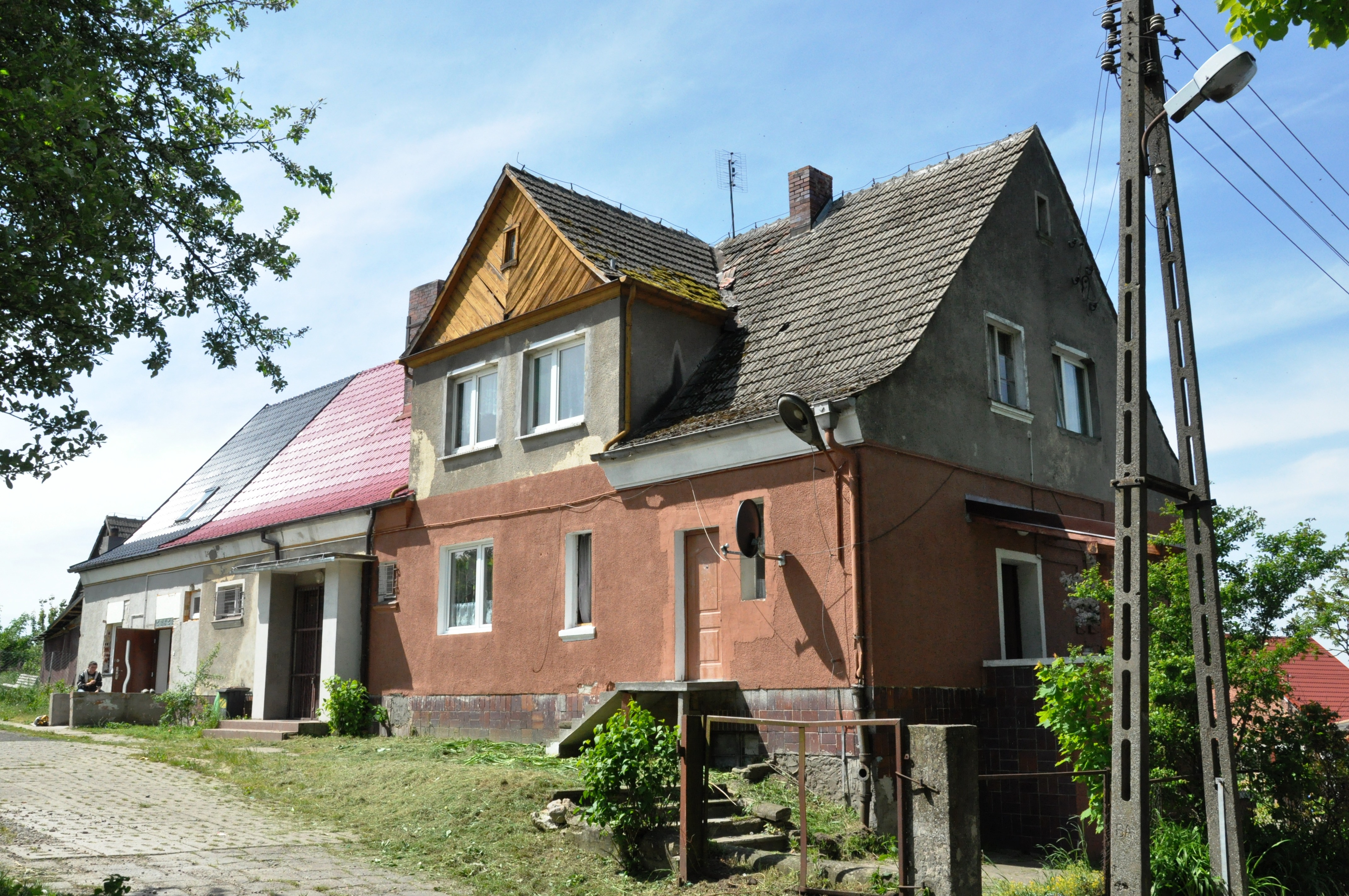
Aus der Vorkriegszeit stammendes Gebäude in Marwitz, das bis 1989 einen Posten der Grenzschutztruppen der Volksrepublik Polen beherbergte

Das Dorf mit Fischereirechten an den Grenzen seiner Gemarkung an der Oder war früher ein Lehngut der Stadt Gartz gewesen, wurde aber 1710 als Lehen an den Markgrafen Friedrich Wilhelm zu Schwedt vergeben, kam dann jedoch nach einem Rechtsspruch von 1734 und einem Reskript von 1746 wieder als Lehen an die Stadt Gartz zurück, die 1748 einen Lehnbrief empfing. Im 19. Jahrhundert war Marwitz eines der vier Eigentumsdörfer der Stadt Gartz.
Bis 1945 gehörte Marwitz zum Landkreis Greifenhagen der preußischen Provinz Pommern. Marwitz war dem Amtsbezirk Brusenfelde zugeordnet.
Nach dem Zweiten Weltkrieg kam Marwitz, wie ganz Hinterpommern, an Polen. Der Ortsname wurde zu „Marwice“ polonisiert. Die Bevölkerung wurde vertrieben.

### Demographie
| Jahr | Einwohner | Anmerkungen                                                                            |
| ---- | --------- | -------------------------------------------------------------------------------------- |
| 1772 | –         | 23 Kossäten, neun Büdner etc.                                                          |
| 1818 | 358       | [ 4 ] [ 5 ]                                                                            |
| 1852 | 690       | [ 6 ]                                                                                  |
| 1864 | 832       | in 71 Wohnhäusern, drei gewerbliche Gebäude                                            |
| 1867 | 834       | am 3. Dezember                                                                         |
| 1871 | 827       | am 1. Dezember, in 80 Wohngebäuden; davon 826 Evangelische und eine katholische Person |
| 1910 | 644       | am 1. Dezember                                                                         |
| 1925 | 510       | in 127 Haushaltungen, davon 509 Evangelische und eine katholische Person               |
| 1933 | 490       | [ 11 ]                                                                                 |
| 1939 | 458       | [ 11 ]                                                                                 |

## Kirchspiel
Die bis 1945 anwesenden einheimischen Einwohner waren evangelisch. Die Dorfkirche von Marwitz war eine Filiale des Kirchspiels von Brusenfelde.